# Cyclodinus annectens
Cyclodinus annectens är en skalbaggsart som först beskrevs av Leconte 1851.  Cyclodinus annectens ingår i släktet Cyclodinus och familjen kvickbaggar. Inga underarter finns listade i Catalogue of Life.